# Нумериан
Марк Аврелий Нумериан (на латински: Marcus Aurelius Numerianus) е римски император в периода декември 283 – ноември 284 г. Формално се смята от историците за последен владетел от епохата на „Войнишките императори“.
Нумериан е син на римския император Кар и брат на император Карин. Обявен е за цезар през 282 г., скоро след идването на власт на баща си. Нумериан съпровожда Кар в похода срещу сасанидските перси. За него се казвало, че е белязан с печата на таланта – бил добър оратор и поет.
След смъртта на баща си, Нумериан наследява властта, но се оплаква от заболяване на очите. Римляните се оттеглят от Месопотамия и сключват примирие с Персия. На обратния път от Сирия императорът пътува в закрит вагон и най-вероятно по това време е убит от привърженици на неговия тъст, преторианския префект Арий Апер, който тайно се домогва до императорската власт. В течение на много дни, на интересуващите се от здравето на императора, Апер отговаря, че не трябва да го виждат, защото императора пази болните си очи от вятъра и слънцето. Вонята от трупа му обаче се разнася и убийството на Нумериан не остава тайна. Когато армията пристига във Витиния, императорът е намерен мъртъв.
На военния сбор близо до Никомедия, командващият императорската стража Валерий Диокъл обвинява Апер за смъртта на императора и го убива с меча си (ноември 284 г.). Диокъл е провъзгласен от армията за император и взима властта с името Диоклециан.